# Nehy (Virrey de Kush)
| nH | H | Z4 | A52 |

| nH | H | Z4 | A52 |

Nehy fue un oficial de Antiguo Egipto que alcanzó el cargo de virrey de Kush durante el reinado de Tutmose III, de la dinastía XVIII. Con esta última función fue el gobernador principal de las provincias cusitas que estaban bajo control egipcio, y ejerció desde el año 2 de Tutmose hasta casi el final de su reinado, según Reisner. Las inscripciones de los dos primeros años parecen ser de Amenemneju o Seni.
Nehy fue enviado a controlar la renovación de las ofrendas instaladas por Sesostris III para los dioses Dedun y Jnum en el templo de Semna. En el año 23 de Tutmose III siguió al rey en su primera campaña en Siria, luchando en la batalla de Megido, contra el príncipe de Kadesh. Esta batalla está registrada en los llamados Anales del templo de Amon de Karnak. 

## Testimonios de su época

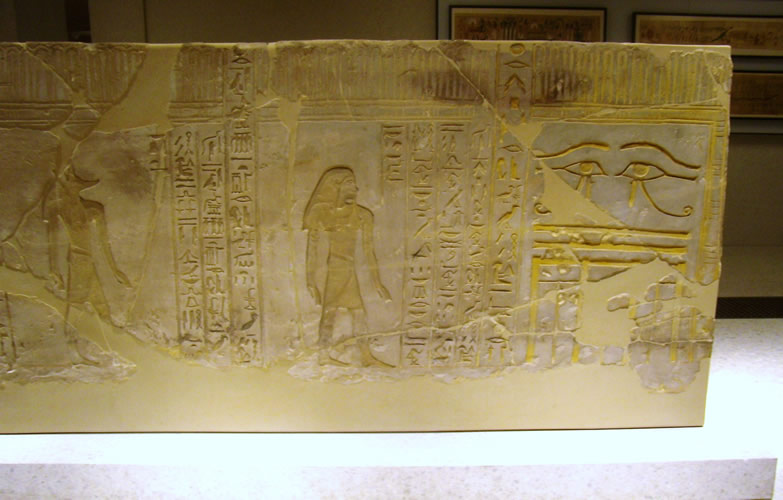
Sarcófago de Nehy, conservado en el Museo Egipcio de Berlín.

- Anales del templo de Amon de Karnak.
- Se han encontrado varias inscripciones de Nehy en Nubia, lo que atestigua la actividad constructora del virrey:
  - Una inscripción de la isla de Sai fechada en el año 25 del faraón. Aquí se construyó una capilla y erigió una estatua.
  - También está atestiguado en Buhen y Semna.

## Tumba
Nehy fue enterrado en el Valle de los Nobles de Tebas, aunque se desconoce la ubicación exacta de su tumba. Sin embargo, en el Museo Egipcio de Berlín se conserva su sarcófago monumental de piedra caliza. Este monumento es de particular importancia, ya que en la dinastía XVIII había pocas tumbas de particulares y ésta es una evidencia de la alta condición social de Nehy. Junto con el sarcófago había varios ushebti, una estatua que lleva el nombre de Tutmose III y un piramidión llevado al museo de Florencia. En el Ramesseum se encontraron varios bloques en relieve que llevan su nombre y cargo, seguramente procedentes de su Templo funerario. 

## Títulos
- s3-nswt: "Hijo del Rey en Kush".
- Sa-Nesut: "El primer Heraldo del Rey".
- jmy-r3-ḫ3swt-rsj(t): "Jefe de los Países del sur".
- jmy-r3-k3t: "Supervisor de las obras".
- jmy-r3-rwty: "Jefe de las puertas dobles".